# 8 Canada Square
8 Canada Square (también conocido como HSBC Group Head Office —‘Sede del Grupo HSBC’—, y HSBC Tower —‘Torre HSBC’—) es un rascacielos situado en el Canary Wharf en Docklands, Londres. El edificio funciona como la sede internacional para el Grupo HSBC, la mayor empresa del mundo según la publicación Forbes Global 2000, y alberga alrededor de 8000 personas entre personal y funcionarios. En junio de 2023, el banco anunció sus intenciones de abandonar este edificio cuando su contrato de arrendamiento expire en 2027, declarando su intención de mudarse a un edificio en la Ciudad de Londres cerca de la catedral de San Pablo.
La torre fue diseñada por el equipo de arquitectos Sir Norman Foster. La construcción comenzó en 1999 y se completó en 2002. Hay 42 plantas en los 200 metros (656 pies) de altura de la torre, la tercera mayor en el Reino Unido (junto con el Citigroup Centre) tras el vecino One Canada Square (popularmente conocida como la Torre de Canary Wharf) y The Shard.
En abril de 2007, se convirtió en el primer edificio en Gran Bretaña en ser vendido por más de mil millones de libras esterlinas. La torre fue vendida a la empresa inmobiliaria española Metrovacesa.
El 5 de diciembre de 2008 HSBC Holdings retomó de Metrovacesa la propiedad de su sede en Canary Wharf por 838 millones de libras esterlinas, con una pérdida de 250 millones de libras esterlinas para la empresa española.

## Datos clave
- Espacio de oficinas: 102 190 m² (1 100 000 pies cuadrados).
- Pisos: 42 por encima del suelo.
- Capacidad del restaurante: 850 plazas; es la instalación más grande de su tipo en Europa, sirviendo alrededor de 2500 comidas al día.
- Concreto: 180 000 toneladas.
- Acero: 14 000 toneladas.
- Vidrio: 44 980 m² (484 200 pies cuadrados).